# Portentomorpha xanthialis
Portentomorpha xanthialis is een vlinder van de familie van de grasmotten (Crambidae). De wetenschappelijke naam van deze soort is voor het eerst voorgesteld als Botys xanthialis door Achille Guenée in een publicatie uit 1854.
De soort komt voor in de Verenigde Staten (Zuid-Florida, Zuid-Texas), Cuba, Jamaica, Puerto Rico, de Maagdeneilanden, Mexico, Nicaragua, Honduras, Costa Rica, Panama, Colombia, Ecuador, Bolivia en Argentinië.